# Projet Sign

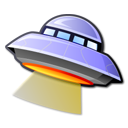
Image de soucoupe volante.

Le Projet Sign (signe en français) a été la première étude scientifique officielle de l'US Air Force sur les ovnis. Le projet a été créé en décembre 1947 et dissous le 16 décembre 1948, remplacé par le projet Grudge.

## Contexte
Le projet Sign fut créé sous l'impulsion du général Nathan F. Twining, à la suite d'une vague d'ovnis (appelées « soucoupes volantes » à l'époque) en 1947 aux États-Unis. Les deux cas les plus célèbres sont l'observation de Kenneth Arnold en juin et l'incident de Roswell en juillet. Le projet avait été précédé, en 1946, par une enquête du général James H. Doolittle durant l'affaire des « fusées fantômes », et par une étude du général Schulgen durant l'été 1947, qui envisageait la possibilité d'engins militaires soviétiques.

## Projet Sign
La proposition de Twining est approuvée par le gouvernement le 30 décembre 1947 et le projet Sign débute le 22 janvier 1948, sur la base aérienne de Wright-Patterson, dans l'Ohio. Il est placé sous le commandement du capitaine Robert R. Sneider. Bien que le projet ait été classifié « d'accès restreint », son existence était connue du grand public, souvent sous le nom de « Projet Soucoupe ». Le projet engagea aussi des consultants scientifiques, comme l'astronome américain J. Allen Hynek, chargé de distinguer les cas de confusion avec des étoiles ou des météorites.
La première initiative du projet a été l'étude de l'incident de Mantell. Le 7 janvier 1948, le pilote de l'Air Force Thomas Mantell avait repéré un ovni dans le ciel du Kentucky et s'était lancé à sa poursuite — chose confirmée par ses coéquipiers qui avaient dû rentrer à leur base avant le drame. On retrouva les débris de son avion éparpillés sur des kilomètres, indiquant qu'il avait été détruit à haute altitude. Les enquêteurs de Sign arrivèrent à la conclusion que Mantell avait confondu la planète Vénus, visible l'après-midi, et qu'il avait été victime d'un manque d'oxygène. L'explication de l'explosion en plein vol par le contact avec un ballon-sonde ne fut pas l'œuvre de Sign mais arriva plus tard.
Le 27 avril 1949, le projet Sign présente un communiqué à la presse qui affirme que les soucoupes volantes ne constituent pas une menace et ne viennent pas d'autres planètes.

### Composition
- capitaine Robert R. Sneider, officier commandant.
- Alfred Loedding et Albert B. Deyarmond, ingénieurs aéronautiques.
- Lawrence Truettner, expert en nucléaire et balistique/

## Le rapportEstimate of the Situation
Au fil du temps, une partie du personnel de Sign change d'attitude et devient moins sceptique. L'idée que certains de ces ovnis peuvent être d'origine extraterrestre est envisagée par les experts du projet qui rédigent un rapport secret resté fameux, nommé Estimate of the Situation. Ce rapport expliquait qu'au vu des performances aériennes de certains des OVNI et de l'impossibilité de les faire correspondre à des phénomènes naturels, l'explication la plus probable et rationnelle était donc qu'une partie des ovnis avaient une origine extraterrestre. 
Ce rapport a été cependant rejeté catégoriquement par le général Hoyt S. Vandenberg et détruit. Le Pentagone publia le rapport officiel du Projet Sign, intitulé aussi Estimate of the situation, le 10 décembre 1948, concluant que les ovnis étaient soit non réels, soit issus d'une technologie inconnue en provenance d'Union soviétique. 
En décembre 1948, le Projet Sign est dissous et remplacé par le Projet Grudge, composé de scientifiques ne croyant pas à l'hypothèse extraterrestre.

### Sources
- Jerome Clark, The UFO book: encyclopedia of the extraterrestrial, Détroit, Visible Ink Press, 1998  (ISBN 1578590299)
- David Michael Jacobs, The UFO controversy in America, Bloomington, Indiana University Press, 1975  (ISBN 0253190061)
- Curtis Peoples, Watch the skies! : a chronicle of the flying saucer myth, Washington, Smithsonian Institution Press, 1994  (ISBN 1560983434)
- Edward J. Ruppelt, The report on unidentified flying objects, 1re édition Garden City, Doubleday, 1956 ; Nashville, Source Books, 2002  (ISBN 096653123X) Lire en ligne
- Michael D. Swords, « UFOs, the Military, and the early Cold War » in David M. Jacobs, UFOs and abductions: challenging the borders of knowledge, Lawrence, University Press of Kansas, 2000, pp. 82-122  (ISBN 0700610324)